# Ханака на річці Пірсагат
«Ханега на річці Пірсагат» (азерб. Pirsaat xanəgahı) — укріплення Пір-Ханега з гробницею Пір-Гусейна, розташоване на крутому березі річки Пірсагат, на стародавньому торговому шляху з Шемахи до Ірану та інших країн Близького Сходу. Розташована Ханака поблизу села Губаля Балоглан Гаджигабульского району Азербайджану .

## Історія ханаки
Про цю пам'ятку є ряд повідомлень академіка Б. Дорна, проф. Б. ДеНіке та В. Сисоєва.
Весь комплекс споруд укріплення складався з чотирьох фортечних мурів, орієнтованих на сторони світу, з деяким відхиленням від меридіана; мечеті з гробницею та іншими приміщеннями біля західної стіни; приміщення невідомого призначення біля північної стіни; мінарету у дворі укріплення; стайні, розташованої поза стінами зміцнення; ряду дрібних приміщень в південно-західній, північній частинах.
В гарному стані до нашого часу дійшли тільки мечеть, що знаходиться всередині чотирикутного муру, усипальниця Пір-Гусейна і мінарет.

## Архітектура
Вхід до мечеті проходив через приміщення, яке прилягало в минулому до її східної стіни. Різьблене шебеке прикрашає південну внутрішню стіну мечеті. У центрі розташований міхраб, з боків якої — два покритих орнаментом панно. Тільки в одній, середній написи міхраба збереглися фрагменти глазурі.

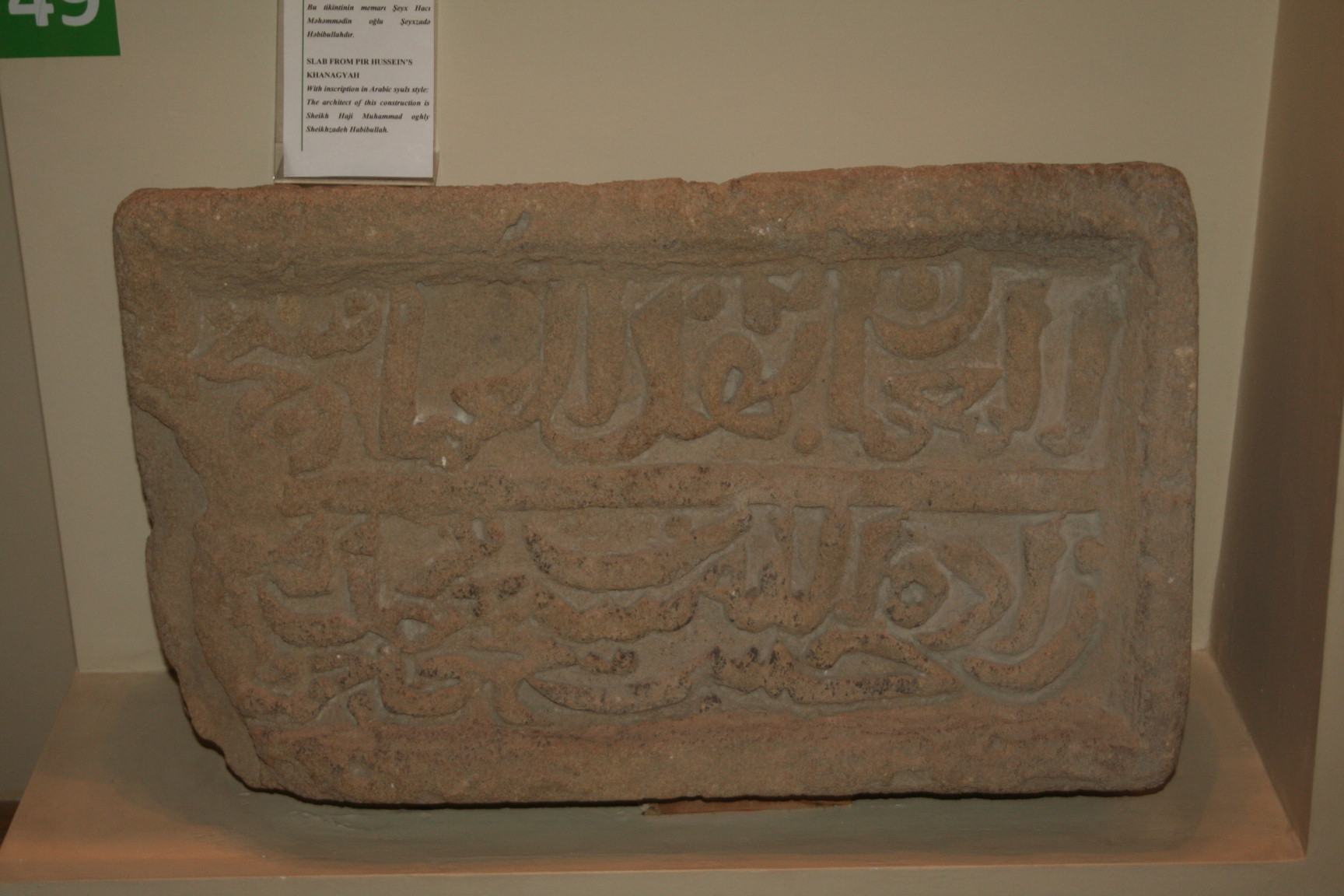
Кам'яна плита арабською мовою з ім'ям архітектора, що розташовувалася над воротами ханаки. Музей історії Азербайджану, Баку

Гробниця Пір-Гусейна знаходиться в приміщенні, стіни якої були покриті поліхромними керамічними плитками з люстровими розписами.
Мінарет має в плані квадрат перетином 3 × 3 м заввишки близько 17 метрів. Мінарет має всередині кручені сходи. Він зведений з каменю на вапняному розчині.
На південний схід від укріплення розташовувалася стайня з приміщенням для конюхів.
Про оборонний характер всього комплексу споруд свідчать бійниці в фортечних мурах, а також високі кутові башти.
У Музеї історії Азербайджану в Баку експонується кам'яна плита, що розташовувалася над воротами Ханаки. На цій плиті арабською мовою стилем сулюс написано ім'я архітектора: Шейх Гаджи син Гаджі Мухаммеда Шейхзаде Хабібуллу